# Église Sainte-Marie de Morović
Pour les articles homonymes, voir Église Sainte-Marie.
L'église Sainte-Marie de Morović (en serbe cyrillique : Римокатоличка црква Свете Марије у Моровићу ; en serbe latin : Rimokatolička crkva Svete Marije u Moroviću) est une église catholique située à Morović en Serbie, dans la municipalité de Šid et dans la province de Voïvodine. Elle est inscrite sur la liste des monuments culturels de grande importance de la république de Serbie (identifiant no SK 1356).

## Présentation
Le village de Morović se trouve à la confluence des rivières Studva et Bosut, à 15 km au sud de Šid.
L'église Sainte-Marie est l'un des édifices religieux les plus anciens de Syrmie. Par son style, elle relève pour une part de l'architecture romane et, pour une autre, de l'architecture gothique, ce qui en situe la construction bien avant ses premières mentions écrites dans des sources du XVIIe siècle. L'édifice actuel porte la trace des nombreuses modifications qu'elle a connues au cours des siècles.
La partie la plus ancienne de l'église se trouve dans le sanctuaire, qui est doté d'une abside demi-circulaire et de fenêtres romanes, tandis que la partie occidentale est constituée d'une nef plus haute et plus large avec des fenêtres terminées par un arc brisé de style gothique et surmontées d'oculi avec des rosaces quadripartites en pierre. La partie occidentale de l'église est dominée par une tour de base carrée qui devient octogonale à partir du second niveau. En plus des fenêtres, des contreforts massifs rythment les façades, sans rôle architectonique clairement établi.
Des travaux de restauration ont été effectués sur l'église entre 1968 et 1972.